# 埃德爾 (加利福尼亞州)
埃德爾（英語：Eder）是位於美國加利福尼亞州普萊瑟縣的一個非建制地區。該地的面積和人口皆未知。

## 地理
埃德爾的座標為39°17′59″N 120°17′33″W / 39.29972°N 120.29250°W，而該地的平均海拔高度為2058米（即6752英尺）。